# Jacques Jasmin

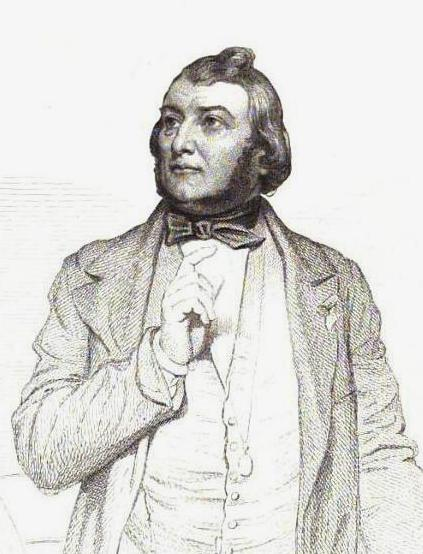
Jacques Jasmin

Jacques oder Jacquou Jasmin (* als Jacques Boé 6. März 1798 in Agen; † 4. Oktober 1864 in Agen) war ein okzitanischer Dichter.
Jasmin war Friseur und betrieb dieses Handwerk auch dann noch, als er sich durch seine poetischen Produktionen einen Namen erworben hatte und selbst noch nach seiner Ernennung zum Ritter der Ehrenlegion und seiner Krönung als Maître ès jeux floraux (mit 5000 Franc Ehrensold) durch die Académie française.
Er trug seine Dichtungen in okzitanischer Sprache mit großem mimischen Talent vor und fand damit in den ersten Städten, auch in Paris am kaiserlichen Hof, großen Beifall. Vor allem gelang ihm eine halb rührende, halb scherzende Epik, und volkstümlich freundliches und kindlich fröhliches Wesen verlieh seinen Poesien einen großen Reiz.

## Werke
- Las papillotos de Jasmin. 2 Bände. Agen, 1835–1843.
- Lou chaliberi. Komisches Heldengedicht. 1825.
- Lou tres de Mai. Gelegentlich der Errichtung des Standbildes Heinrichs IV. in Nérac gedichtet. 1835.
- L’abuglo de Castel Cuillé. 1836.
- Lous dous frays-bessous. 1847.

Seine Poesien erschienen gesammelt in drei Bänden (Agen 1851).